# Peter Balsiger
Peter Balsiger (* 1941) ist ein Schweizer Journalist, früherer Chefredakteur und Autor.

## Leben
Balsiger arbeitete nach abgebrochenem Studium der Rechtswissenschaften als Reporter und Kriegsberichterstatter für den Schweizer Ringier Verlag und machte als Privatpilot ausgedehnte Flugreisen durch Afrika, Asien und Amerika. Er war Chefredakteur diverser im Schweizer Ringier Verlag erscheinender Zeitungen und Zeitschriften wie Blick, SonntagsBlick, Schweizer Illustrierte oder L’illustré.
Der Kauf des Heering Verlags durch Ringier, die Übernahme des Titels Der Flieger und die damit verbundene Gründung der Ringier Deutschland GmbH verschlug Balsiger nach München, wo er als Gründungs-Chefredakteur das aus dem Flieger entstandene Fliegermagazin aufbaute. Später wechselte er als Chefredakteur zur Quick und nach deren Einstellung zum Burda-Verlag als Chefredakteur der Super Illu. Es folgten Einsätze in Shanghai, Moskau, Warschau, Budapest, Prag, Berlin, Hamburg und Zürich – in erster Linie, um dort Landes- und Lizenzausgaben von Zeitschriften des Burda Verlags, etwa des Playboys, zu positionieren und die Redaktionen zu unterstützen. Balsiger lebt heute in München.

## Werke
- Vietnam.  AG f. Presse-Erzeugnisse, Zürich 1968.
- Die Story, Roman. Rasch und Röhring, Hamburg 1996, ISBN 3-89136-528-4.
- St. Galler Tagung zum Pharmarecht. Inst. für Rechtswiss. und Rechtspraxis, St. Gallen 2010, ISBN 978-3-908185-91-8.
- Matthias Steinmann – Herr der Quoten. Redline, München 2010, ISBN 978-3-86881-262-6.